# HD 155860
HD 155860，又名BD+49 2604，SAO 46561、HR 6399，是一颗恒星，视星等为6.04，位于銀經76.38，銀緯36.19，其B1900.0坐标为赤經17h 9m 7.1s，赤緯+49° 36.19′ 55″。